# Cetraria aculeata
Cetraria aculeata es un tipo de liquen en forma de arbolillo, fijo al sustrato, con un color pardo. Las ramas son delgadas y dan la sensación a primera vista de ser espinosas, sin serlo. Está muy ramificado. Tiene una altura de unos 5 cm.

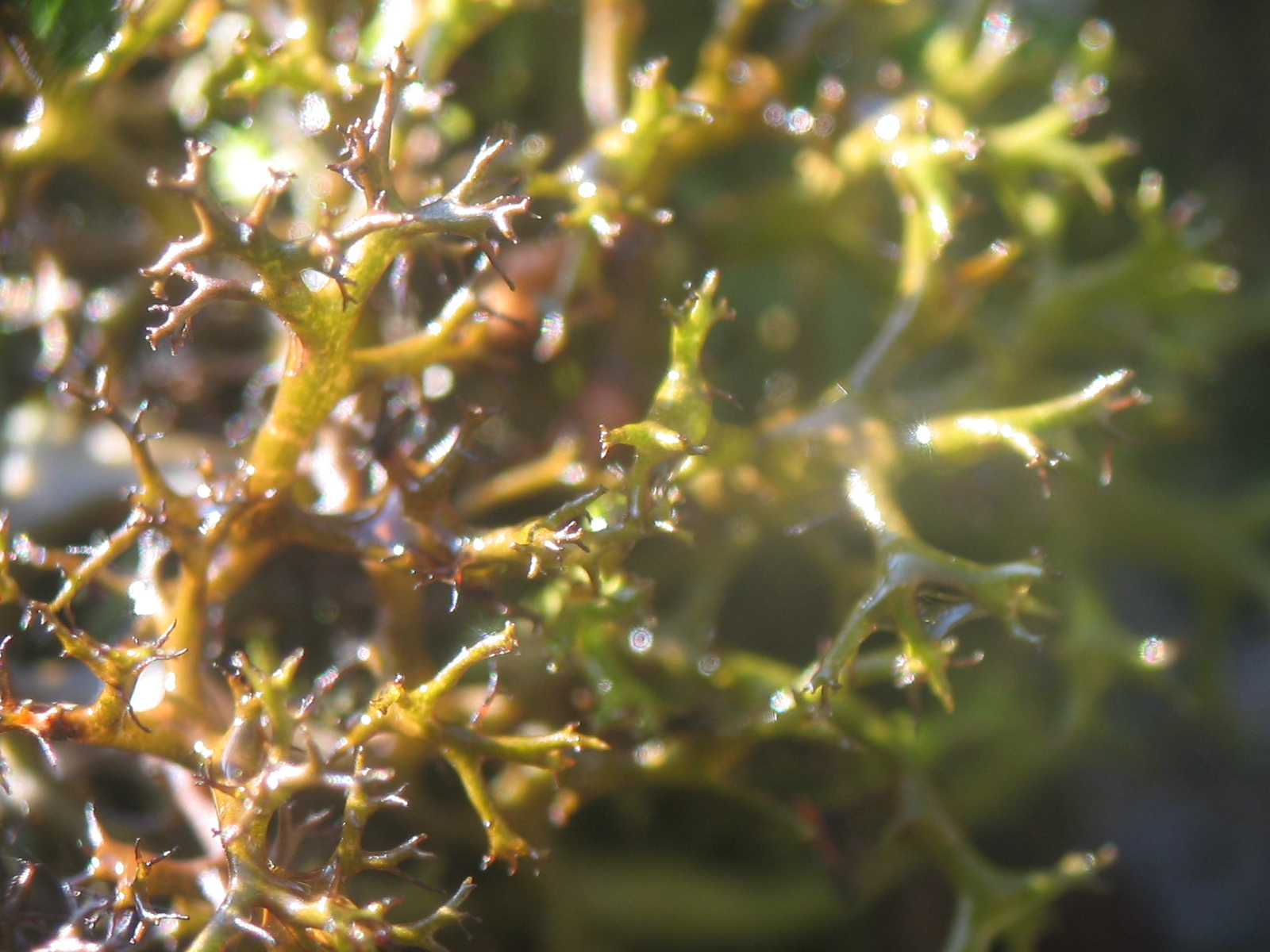
Detalle de los apéndices de aspecto espinoso.

Su hábitat natural es sobre suelos pobres, en zonas soleadas (en bosques poco espesos o aclarados).

Se distribuye desde la zona boreal hasta la región mediterránea.
Se le puede confundir con la especie Cetraria islandica (L.) Ach. aunque esta última tiene las ramas alargadas y aplanadas.